# 멜빵

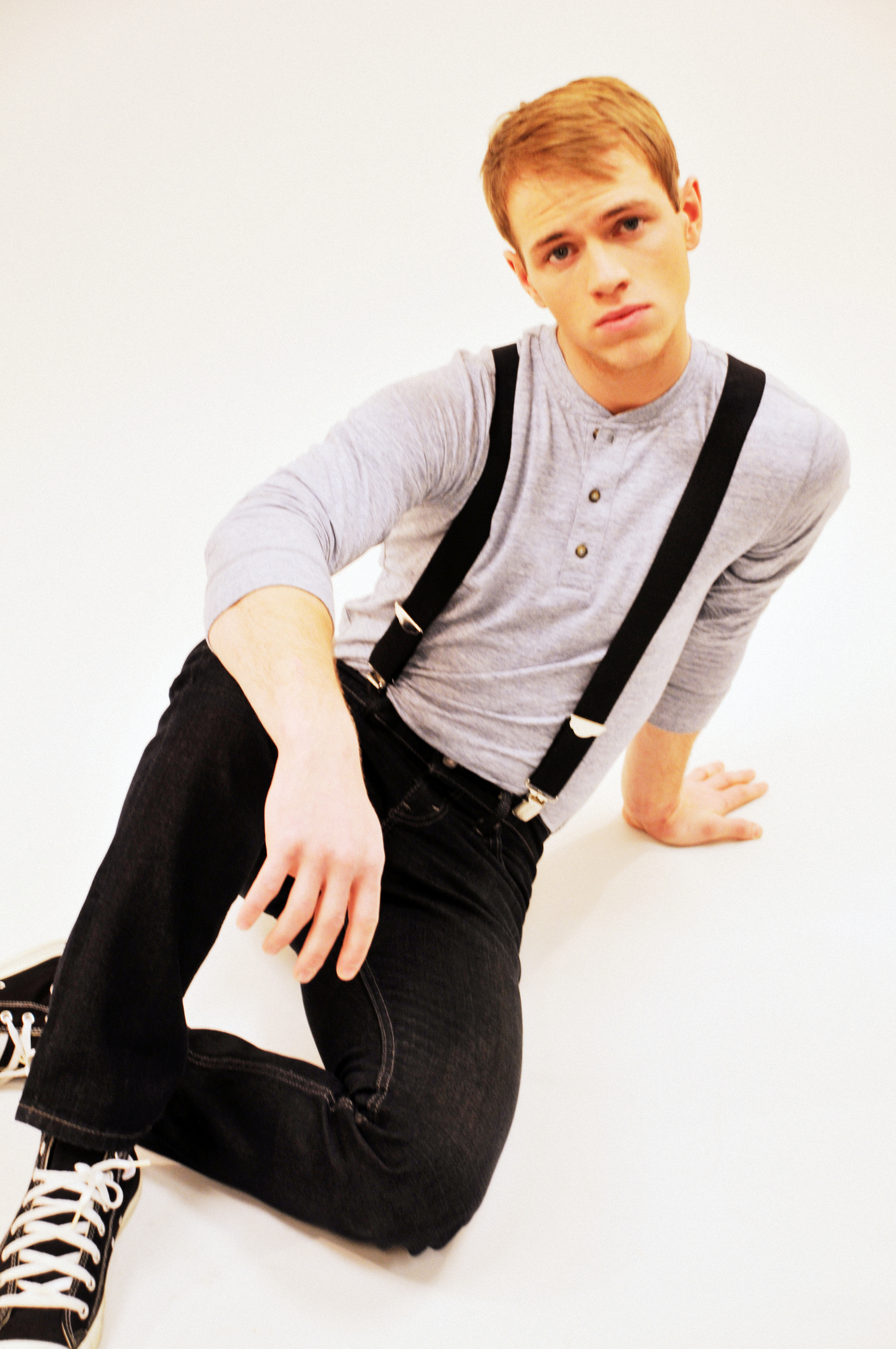
멜빵을 한 남자

멜빵은 하의를 고정하기 위해 어깨에 고정시키는 벨트이다. 미국식 영어로 서스펜더스(영어: suspenders), 영국식 영어로 브레이시스(braces)라고 부른다. 영국식 영어로 서스펜더스라고 하면 가터를 주로 의미한다.
지난 300년 동안 멜빵에 대한 선구자가 있었지만 현대 멜빵은 1822년 런던의 바느질 도구 판매상 앨버트 서스턴에 의해 "브레이시스"로 대중화되었다.
구조는 앞면은 I자 모양의 두 줄이 있고 뒷면은 이 두 줄이 합쳐져서 X자, H자, Y자 모양을 이룬다.